# Chanceaux-sur-Choisille
Chanceaux-sur-Choisille település Franciaországban, Indre-et-Loire megyében. Lakosainak száma 3509 fő (2022. január 1.). Chanceaux-sur-Choisille Cerelles, Mettray, Monnaie, Notre-Dame-d’Oé, Nouzilly, Parçay-Meslay és Saint-Antoine-du-Rocher községekkel határos.

## Népesség
A település népességének változása:
| Lakosok száma | 701  | 1801 | 2601 | 3479 | 3520 | 3492 | 3515 | 3525 | 3529 | 3509 |
|               | 1968 | 1982 | 1990 | 2006 | 2013 | 2015 | 2017 | 2019 | 2020 | 2022 |